# Publio Cornelio Cosso
Publio Cornelio Cosso (Roma, ... – ...; fl. V secolo a.C.) è stato un politico romano del V secolo a.C..

## Tribunato consolare
Nel 415 a.C. fu eletto tribuno consolare con Numerio Fabio Vibulano, Gaio Valerio Potito Voluso e Quinto Quinzio Cincinnato.
In quell'anno i Bolani attaccarono i coloni romani di Labico, inviati l'anno prima, sperando nell'appoggio degli Equi, che però non intervennero. Furono facilmente sconfitti dai romani.
(Tito Livio, "Ab Urbe Condita", IV, 4, 49.)